# (I've Got a Gal In) Kalamazoo
Pour les articles homonymes, voir Kalamazoo.
I've Got a Gal In Kalamazoo ou Kalamazoo (j'ai une fille à Kalamazoo (Michigan), en anglais) est un standard de jazz, écrit par Mack Gordon, composé par Harry Warren, arrangée par Jerry Gray, et interprété par Glenn Miller et son orchestre big band jazz & swing-foxtrot, pour la musique du film Ce que femme veut, d'Archie Mayo, de la 20th Century Fox en 1942, et en disque single 78 tours chez Bluebird Records 27934-A.

## Historique

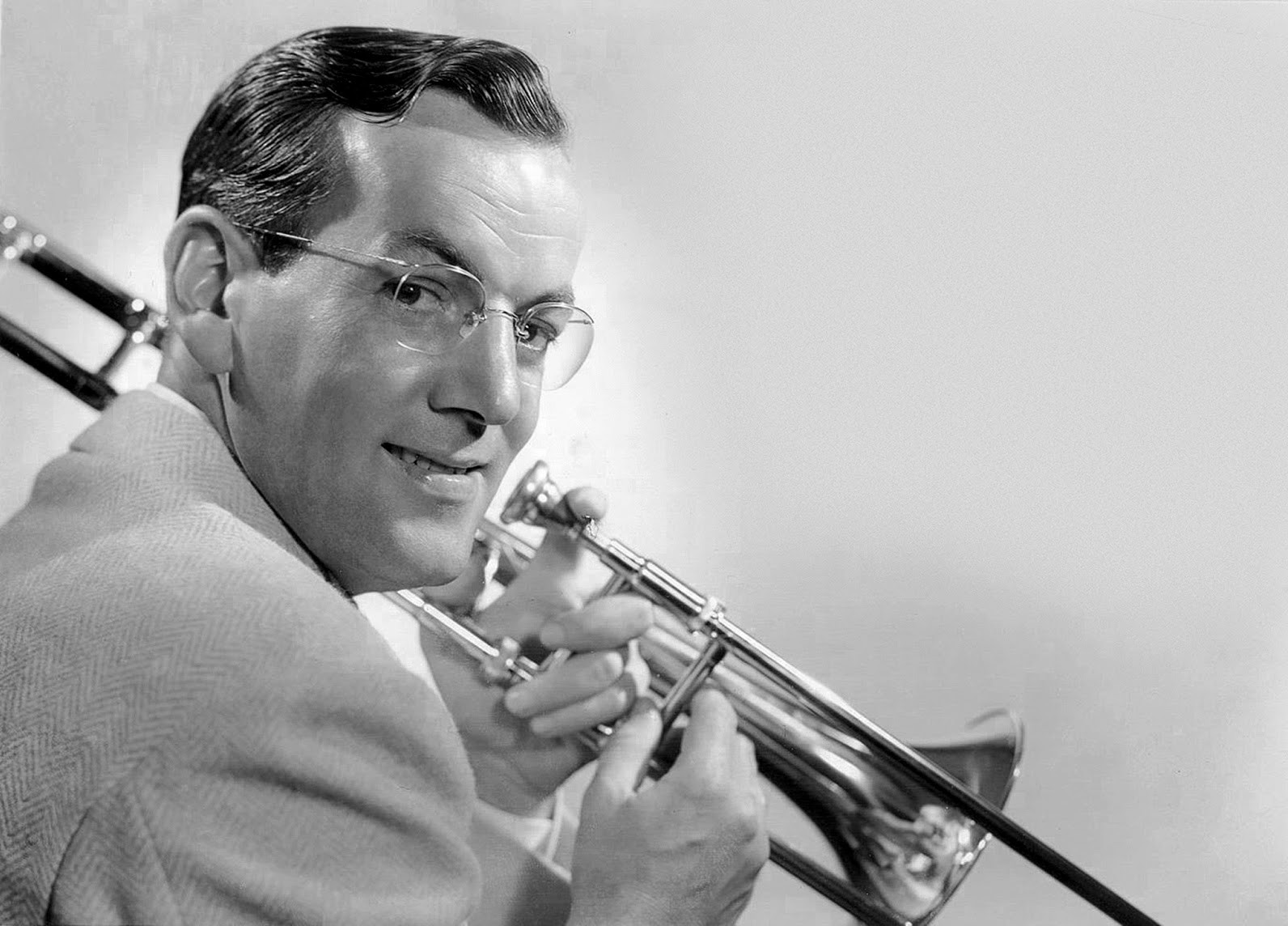
Glenn Miller

À la suite de l’immense succès international entre autres de la série de tubes Chattanooga Choo Choo, Moonlight Serenade, et In the Mood..., du film musical Tu seras mon mari, de H. Bruce Humberstone, de la 20th Century Fox en 1941, une version de plus de 7 min de ce célèbre standard de jazz (très inspiré de Chattanooga Choo Choo) est enregistré le 20 mai 1942 à Hollywood, avec de nombreux autres tubes dont American Patrol, et At Last..., par les mêmes personnalités du film précédent, dont Glenn Miller et son orchestre  pour le film musical Ce que femme veut, avec les acteurs Tex Beneke, Marion Hutton, The Modernaires, et les Nicholas Brothers (célèbres chanteurs et danseurs acrobatiques de claquettes de l'époque)...

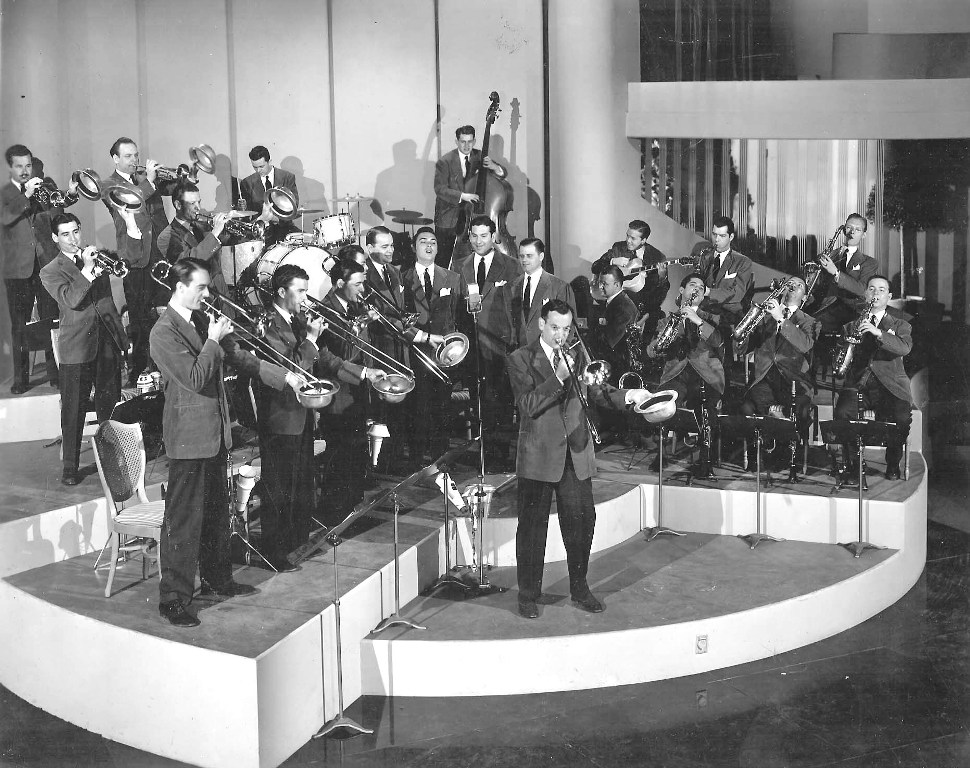
et son célèbre big band jazz & swing-foxtrot des années 1940.

Après la ligne de train à vapeur New York-Chattanooga dans le Tennessee du film précédent, le chanteur parle de prendre un avion pour aller retrouver une fille chez elle à Kalamazoo dans le Michigan (ce tube connait un immenses succès en particulier au près des soldats de l'armée américaine de le Seconde Guerre mondiale, qui rêvent de rentrer chez eux et retrouver leurs foyers et leurs enfants). Le premier disque single 78 tours 27934-A enregistré chez Bluebird Records en 1942, connait un immense succès international pendant la Seconde Guerre mondiale, disque le plus vendu de l'année, il reste numéro un du Billboard américain durant huit semaines, et 19 semaines dans les charts, et est nommé pour l'Oscar de la meilleure chanson originale de film 1943 de la 15e cérémonie des Oscars. Ce classique du jazz est réédité de nombreuses fois, et repris par de nombreuses stars de l'histoire du jazz, dont Louis Armstrong, The Andrews Sisters, Benny Goodman, et Chet Baker...